# عنکبوتیه
عنکبوتیه یا آراکنوئید (به انگلیسی: Arachnoid mater) لایه پوشاننده میانی پرده‌های سیستم عصبی مرکزی می‌باشد.

## شامه

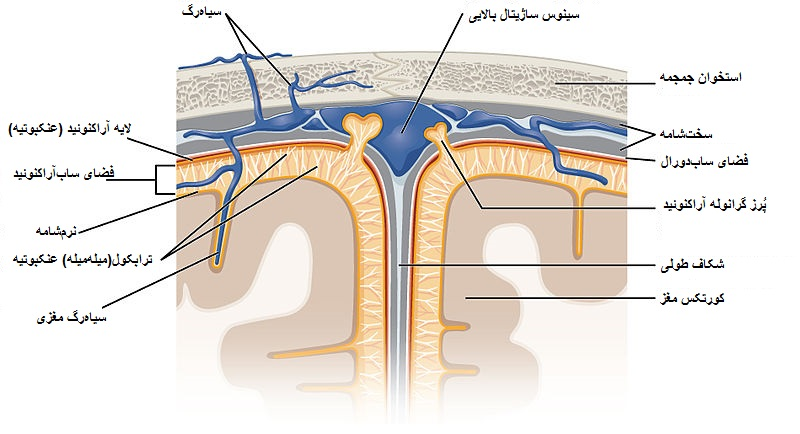
لایه‌ها و مننژها

شامه یا مننژ (به انگلیسی: meninge) سامانه‌ای متشکل از چند لایه (غشاء) بوده که دستگاه عصبی مرکزی (CNS) را در بر می‌گیرد. این غشاها کار محافظت، تغذیه، و کاهش ضربه مغزی را به عهده دارند. مننژ اطراف مغز و طناب نخاعی دارای سه لایه و پوشش است که از خارج به داخل با نام سخت شامه(دوراماتر)، عنکبوتیه(آراکنوئید)، نرم شامه (پیاماتر) شناخته می‌شوند. این پرده‌ها به‌طور کلی مننژ یا شامه نامیده می‌شوند که میان استخوان جمجمه و بافت مغز (و در طناب نخاعی بین ستون مهره‌ها و بافت طناب نخاعی) قرار دارند. این پرده‌ها شدت ضربه‌هایی که به استخوان سر و ستون مهره‌ها وارد می‌شوند را کاهش داده و همچنین به عنوان یک سد شیمیایی در برابر بسیاری از مواد آسیب‌رسان ایفای نقش می‌کنند.

## لایه عنکبوتیه
لایه میانی مننژ عنکبوتیه یا آراکنوئید نامیده می‌شود، و نام آن به دلیل ظاهری است که شبیه تارهای عنکبوت دارد. این لایه برای دستگاه عصبی مرکزی مانند یک ضربه گیر عمل می‌کند. عنکبوتیه لایه یا پرده‌ای فوق‌العاده نازک و ظریف، شفاف و متشکل از بافت فیبری است که توسط سلول‌های صاف پوشانده شده و در برابر عبور سیال ناتراوا می‌باشد. عنکبوتیه شبیه یک کیسهٔ شل بوده و ظاهری سفید رنگ دارد، زیرا حاوی هیچ ذخیره خونی نمی‌باشد. این لایه شامل شبکه کروئید بوده که مسئول تولید مایع مغزی-نخاعی است. بنابراین عنکبوتیه حاوی مایع مغزی طناب نخاعیی (CSF) می‌باشد. همچنین این لایه دارای زوائد انگشت مانند منحصربه‌فردی است که پرزهای عنکبوتیه arachnoid villi نامیده می‌شوند و وظیفه آن‌ها جذب مایع مغزی طناب نخاعیی است. در فرد بالغ، روزانه تقریباً ۵۰۰ میلی لیتر مایع مغزی-طناب نخاعی تولید می‌شود، همگی به استثنای ۱۲۵ تا ۱۵۰ میلی لیتر توسط این پرزها جذب می‌شوند. زمانی که خون وارد این سیستم (در اثر تروما یا سکته مغزی هموراژیک) بشود، پرزها مسدود می‌شوند و هیدروسفالی (افزایش اندازهٔ بطن‌ها) ممکن است بروز نماید. فضای ساب دورال، مابین لایه‌های سخت شامه و عنکبوتیه قرار دارد و فضای ساب آراکنوئید مابین لایه‌های عنکبوتیه و نرم شامه واقع شده و حاوی مایع مغزی-طناب نخاعیی است.